# Triclistus upembaensis
Triclistus upembaensis là một loài tò vò trong họ Ichneumonidae.